# Окре
Окре (італ. Ocre) — муніципалітет в Італії, у регіоні Абруццо,  провінція Л'Аквіла.
Окре розташоване на відстані близько 95 км на північний схід від Рима, 12 км на південний схід від Л'Акуїли.
Населення — 1162 особи (2014).
Щорічний фестиваль відбувається 28 квітня. 

## Демографія
Населення за роками:

Станом на 1 січня 2023 року в муніципалітеті офіційно проживало 60 іноземців з 16 країн, серед них 20 громадян країн Євросоюзу та 6 громадян України.

## Сусідні муніципалітети
- Фосса
- Л'Аквіла
- Рокка-ді-Камбіо
- Рокка-ді-Меццо
- Сант'Еузаніо-Форконезе